# Gelendzhik
Gelendzhik (em russo:  Геленджи́к) é uma cidade turística localizada no Krai de Krasnodar, na Rússia, localizada na Baía de Gelendzhik, no Mar Negro, entre Novorossiysk (31 quilômetros (19 mi) a noroeste) e Tuapse (93 quilômetros (58 mi). sudeste). A Grande Gelendzhik se estende por 102 quilômetros ao longo da costa e cobre uma área de 122.754 hectares, embora apenas 1 926 hectares (4 800 acre(s)s) caiam dentro dos limites da Gelendzhik propriamente dita. População:54,980 (Censo 2010 - resultados preliminares);  50,012 (Censo 2002); 47,711 (Censo 1989)..

## Clima
O clima de Gelendzhik é mais frio. Os invernos são suaves e a neve é leve.Sofreu grandes inundações como aconteceu em 2012.
| Dados climáticos para Gelendzhik | Dados climáticos para Gelendzhik | Dados climáticos para Gelendzhik | Dados climáticos para Gelendzhik | Dados climáticos para Gelendzhik | Dados climáticos para Gelendzhik | Dados climáticos para Gelendzhik | Dados climáticos para Gelendzhik | Dados climáticos para Gelendzhik | Dados climáticos para Gelendzhik | Dados climáticos para Gelendzhik | Dados climáticos para Gelendzhik | Dados climáticos para Gelendzhik | Dados climáticos para Gelendzhik |
| Mês                              | Jan                              | Fev                              | Mar                              | Abr                              | Mai                              | Jun                              | Jul                              | Ago                              | Set                              | Out                              | Nov                              | Dez                              | Ano                              |
| -------------------------------- | -------------------------------- | -------------------------------- | -------------------------------- | -------------------------------- | -------------------------------- | -------------------------------- | -------------------------------- | -------------------------------- | -------------------------------- | -------------------------------- | -------------------------------- | -------------------------------- | -------------------------------- |
| Recorde alta °C (°F)             | 19.0 (66.2)                      | 21.0 (69.8)                      | 26.4 (79.5)                      | 28.0 (82.4)                      | 32.0 (89.6)                      | 36.0 (96.8)                      | 39.0 (102.2)                     | 36.0 (96.8)                      | 34.0 (93.2)                      | 20.0 (68)                        | 22.0 (71.6)                      | 21.0 (69.8)                      | 39.0 (102.2)                     |
| Média alta °C (°F)               | 6.9 (44.4)                       | 7.7 (45.9)                       | 10.4 (50.7)                      | 14.6 (58.3)                      | 18.5 (65.3)                      | 23.1 (73.6)                      | 26.6 (79.9)                      | 26.9 (80.4)                      | 22.9 (73.2)                      | 17.9 (64.2)                      | 12.5 (54.5)                      | 9.2 (48.6)                       | 16.4 (61.5)                      |
| Média baixa °C (°F)              | 1.3 (34.3)                       | 1.7 (35.1)                       | 4.3 (39.7)                       | 8.4 (47.1)                       | 12.4 (54.3)                      | 16.8 (62.2)                      | 19.9 (67.8)                      | 19.7 (67.5)                      | 15.4 (59.7)                      | 10.7 (51.3)                      | 6.3 (43.3)                       | 3.5 (38.3)                       | 10.0 (50)                        |
| Recorde baixa °C (°F)            | −22 (−8)                         | −15.4 (4.3)                      | −8 (18)                          | −7 (19)                          | 0.3 (32.5)                       | 5.6 (42.1)                       | 9.5 (49.1)                       | 9.6 (49.3)                       | 1.0 (33.8)                       | −14 (7)                          | −11.2 (11.8)                     | −8.5 (16.7)                      | −22 (−8)                         |
| Média precipitação mm (pol.)     | 40.4 (1.591)                     | 31.8 (1.252)                     | 32.3 (1.272)                     | 30.7 (1.209)                     | 31.6 (1.244)                     | 47.2 (1.858)                     | 31.8 (1.252)                     | 22.1 (0.87)                      | 31.4 (1.236)                     | 38.7 (1.524)                     | 45.6 (1.795)                     | 60.1 (2.366)                     | 443.7 (17.469)                   |
| Fonte: climatebase.ru            |                                  |                                  |                                  |                                  |                                  |                                  |                                  |                                  |                                  |                                  |                                  |                                  |                                  |

## Cidades irmãs
Gelendzhik é uma cidade irmã de:
- Blyth Valley, United Kingdom[5]
- Angoulême, France[6]
- Kalyvia, Grécia
- Hildesheim, Alemanha
- Netanya, Israel